# Autoroute A1 (Francia)
La A1, chiamata anche autostrada del Nord, è un'autostrada francese che ha origine dal Boulevard périphérique di Parigi (Porte de la Chapelle) e termina a Lilla.
Lunga 214 km, serve l'aeroporto internazionale "Charles De Gaulle" (e passa sotto due delle sue piste), la regione della Alta Francia e Arras.
Gestita dalla Société des autoroutes du nord et de l'est de la France (SANEF), fu la prima autostrada entrata in servizio alla fine degli anni sessanta.
Si noti che la sigla A1 è utilizzata anche per un'altra autostrada francese situata in Martinica.